# Le Poème Harmonique
Le Poème Harmonique je francouzský hudební soubor, který roku 1998 založil Vincent Dumestre. Soustřeďuje se na objevování a interpretaci staré hudby zejména z období přelomu renesance a baroka v 17. století na dobových hudebních nástrojích. Věnuje se především francouzským a italským madrigalům a má za sebou řadu úspěšných nahrávek u značky Alpha Productions.

## Nahrávky
- 2004 – Molière, Jean-Baptiste Lully: Le Bourgeois Gentilhomme
- 2008 – Jean-Baptiste Lully: Cadmus et Hermione
- 2010 – Marco Marazzoli: La Fiera di Farfa